# Исаев, Хамид Ваидович
Хамид Ваидович Исаев (род. 16 февраля 1999, Катар-Юрт, Чечня) — российский борец греко-римского стиля, чемпион России среди юниоров, серебряный призёр первенства Европы среди юниоров, бронзовый призёр чемпионата России, победитель всероссийских турниров. Выступает в весовой категории до 82 кг. Тренируется под руководством Шамсудина Вараева в республиканской спортивной школе олимпийского резерва.
В 2019 году Исаев стал чемпионом России среди юниоров и серебряным призёром первенства Европы в Понтаведре (Испания) среди юниоров. В 2021 году в Ростове-на-Дону он завоевал бронзу чемпионата страны среди взрослых в категории до 82 кг. 12 декабря 2022 года ему было присвоено звание мастер спорта России.

## Основные достижения
- Чемпионат России по греко-римской борьбе 2021 — ;
- Чемпионат России по греко-римской борьбе 2023 — ;
- Чемпионат России по греко-римской борьбе 2025 — ;